# Der Dorflehrer (Kurzgeschichte)
Der Dorflehrer (chinesisch 乡村教师, Pinyin xiāngcūn jiàoshī) ist eine Science-Fiction-Kurzgeschichte des chinesischen Schriftstellers Liu Cixin, zuerst veröffentlicht im Januar 2000 in Science Fiction World. Am 20. Oktober 2021 erschien eine Graphic Novel mit Zeichnungen von Zhang Xiaoyu und Übersetzung von Maximilian Schlegel beim Splitter Verlag. Im Jahr 2020 erschien die Kurzgeschichte in der Sammlung Hold Up the Sky.

## Handlung
In einem abgelegenen Bergdorf in China unterrichtet der Dorflehrer jeden Tag sämtliche Kinder. Eine Reise in die Stadt und Ruhm und Reichtum hatten ihn nie interessiert. Aufgrund einer Krankheit hat der Dorflehrer jedoch nicht mehr lange zu leben. Nahe des galaktischen Zentrums nähert sich derweil ein fünfzigtausend Jahre währender interstellarer Krieg zwischen kohlenstoff- und siliziumbasieren Zivilisationen einem Ende. Erstere wollen im Perseusarm einen Schutzwall gegen letztere errichten, dazu wäre die Zerstörung von etwa hundert Millionen Sternen notwendig. Intelligente Zivilisationen sollen jedoch verschont bleiben, daher schwärmen Raumschiffe aus, welche die betroffenen Systeme absuchen. Eines dieser Raumschiffe erreicht die Erde gerade, als der Dorflehrer in seinen letzten Momenten noch einmal in aller Eile die wichtigsten Lektionen für seine Klasse zitiert, wie ein Licht kurz vor dem Erlöschen noch einmal hell aufglimmt. Nach seinem Tod wählt das Raumschiff die Klasse für den Intelligenztest aus und befragt Kopien ihrer Gehirne. Letztendlich wird die Menschheit dadurch als intelligent eingestuft und entgeht der Zerstörung. Bei genauerer Überprüfung sind die Außerirdischen sehr erstaunt, da ihnen das Konzept eines Dorflehrers zur Weitergabe von Wissen vollkommen fremd ist, und halten die Menschheit daher für eine äußerst besondere Zivilisation.

## Hintergrund
Die Kurzgeschichte diente als Hintergrund für den Film Crazy Alien (chinesisch 疯狂的外星人/瘋狂的外星人, Pinyin fēngkuáng de wài xīng rén) von Direktor Ning Hao, gedreht vom 26. Juli 2017 bis zum 9. Dezember 2017 in Qingdao in der Provinz Shandong und veröffentlicht in Festlandchina am 5. Februar 2019.

## Kritik
Paul Di Filippo schreibt im Locus Magazine, dass die Kurzgeschichte eine perfekte Erfüllung („perfect fulfillment“) der angegebenen Intention von Hold Up the Sky sei, sich mit der Beziehung zwischen kleinen Menschen und dem großen Universum zu beschäftigen („imagine the relationship between small people and the great universe“). Das Leben des Dorflehrers sei dabei wahrlich bedauernswert und versprühe doch Pathos („truly despairing and pathos-inducing“) und seine Hingabe sowie Tatendrang und kleinere Erfolge scheinen mit seinem Tod dazu verdammt zu sein, vollkommen nutzlos zu werden („his dedication and drive and small achievements seem doomed to dissipate uselessly with his death“), doch als die Opfer des Lehrers sich auszahlen („the teacher’s sacrifices pay off“) geschieht es überraschend („suddenly“) und unvorhersehbar („unpredictably“). Insgesamt sei die Kurzgeschichte simakinesisch in ihrer tiefen moralischen Einfachheit und emotionalem Eindruck („Simakian in its deep moral simplicity and emotional impact“).
Rachel Cordasco schreibt in World Literature Today, dass Der Dorflehrer und The Thinker, welche jeweils die erste und letzte Kurzgeschichte in Hold Up the Sky sind, die zwei erfolgreichsten Geschichten der Sammlung  („two most successful stories in this collection“), da sich diese als perfekte Buchenden eignen („serve as perfect bookends“).
Nicole Beck schreibt in Strange Horizons, dass die Beschreibungen voller sensibler Details über das tägliche Leben im ländlichen China sind („descriptions are packed with sensitive details, evoking daily life in poor, rural China“) und dass wieder der Kontrast von Größe zu fühlen ist, indem einige wenige Menschen dem Universum und Wesen gegenübergestellt werden, die so fortgeschritten sind, dass sie Sterne als Waffe benutzen („once again the reader is made to feel the contrast of scale: a few human lives against a universe full of creatures so advanced they use stars as weapons“). Die gesamte Beschreibung („entire portrayal“) des Hauptcharakters ist mehr nuanciert als erwartet („is more nuanced than expected“) und auch wenn es insgesamt einen Mangel an Komplexität in der Psychologie der Charaktere der Sammlung gebe, ist es doch nichts, was vom Gesamterlebnis ablenkt („even though there is a general lack of complexity in the psychology of this collection’s characters, it's not necessarily something that detracts from the whole experience“).